# Riccardo Pizzuti
Riccardo Pizzuti (Cetraro, Calabria, Olasz Királyság, 1934. április 28. –) olasz színész és kaszkadőr. Leggyakrabban Bud Spencer és Terence Hill filmjeiben volt látható kisebb-nagyobb szerepekben. A calabriai származású Pizzuti a korai filmekben általában negatív figuraként, a későbbiekben inkább humoros rosszfiúként, a főhősök által kiosztott pofonok elszenvedőjeként tűnik fel. Kaszkadőri specialitása a pofonok utáni hatalmas esés.

## Pályafutása
Spencer és Hill filmjein kívül a kor divatfilmjeinek gyakori szereplője volt így bűnügyi filmeknek, mitológiai filmeknek és spagettiwesterneknek. Csak egyetlen filmben volt főszereplő, mégpedig Terence Hillel a Vigyázat vadnyugat c. westernben. Közös szerepe volt Franco Neróval az utolsó komoly makaróniwesternben, a Keomában is. A duóval készült filmjeinek talán leghumorosabb jelenete az volt, hogy miután Bud Spencer jó néhány alkalommal megütötte, mindig egy fogát kiköpte, az egyiket épp egy forgó rulettkerékbe. A verekedésekkor és más helyzetekben gyakran lehetett mellette látni a duó filmjeinek másik fontos szereplőjét, Giancarlo Bastianonit. Néhány filmben világsztárokkal is összekerült, a Vadnyugati Casanova western-komédiában Jack Palance amerikai színésszel egy kisebb csetepaté erejéig együtt játszott.
Az életéről  dokumentumfilm készült Foglalkozása: akrobata, egy délután Riccardo Pizzutival címmel. Az 1990-es évek közepén felhagyott a színészi-kaszkadőri pályával, ezután visszavonultan, Párizs közelében élt egy ideig. 2004-ben felszállt az az alaptalan pletyka, miszerint meghalt volna. Újabb információk szerint tánctanár foglalkozású feleségével átköltöztek a Toulouse-hoz közeli Saint-Jean városába.
1985-ben a rendőrség előállította, mivel azzal vádolták, hogy kapcsolatban áll a Camorrával és érintett kábítószerkereskedelemben is. Az eljárás három évig folyt ellene, ám sikerült tisztáznia a nevét. Spencerrel és Hillel sokáig jó viszonyt ápolt, de amikor az ügyben a nyomozás tartott, nem álltak ki mellette, sok más kollégájához hasonlóan, ezért megneheztelt rájuk, ellentétben Enzo Barbonival, aki hitt az ártatlanságában és végig kitartott mellette. Eleinte a jó hírnevét ért sérelem miatt perre ment a hatóságokkal a rendőrséggel, végül azonban felhagyott ezzel. A történtek is motiválták abban, hogy Franciaországba települjön át.

## Leghíresebb filmjei

### Bud Spencer és Terence Hill filmjeiben
| Bemutató | Cím                                                        | Magyar cím                     | Szerep                      | Rendező                  | Megjegyzések                                                                 |
| -------- | ---------------------------------------------------------- | ------------------------------ | --------------------------- | ------------------------ | ---------------------------------------------------------------------------- |
| 1969     | I Quattro dell'Ave Maria                                   | Bosszú El Pasóban              | Henchman                    | Giuseppe Colizzi         | A Pirinyó, a Behemót és a Jófiú címen is megjelent. Stáblistán nem szerepel. |
| 1971     | Lo chiamavano Trinità                                      | Az ördög jobb és bal keze      | Jeff                        | Enzo Barboni             |                                                                              |
| 1971     | ...continuavano a chiamarlo Trinità                        | Az ördög jobb és bal keze 2.   | Denver                      | Enzo Barboni             |                                                                              |
| 1972     | E poi lo chiamarono il Magnifico                           | Vigyázat, vadnyugat!           | Morton Clayton              | Enzo Barboni             | Bud Spencer nélkül.                                                          |
| 1972     | Più forte, ragazzi!                                        | Mindent bele, fiúk!            | Naso                        | Giuseppe Colizzi         |                                                                              |
| 1972     | Si può fare... amigo                                       | Vadnyugati Casanova            | Franciscus bandájának tagja | Maurizio Lucidi          | Terence Hill nélkül. A stáblistán nem szerepel.                              |
| 1973     | Anche gli angeli mangiano fagioli                          | Az angyalok is esznek babot    | Angelo jobb keze            | Enzo Barboni             |                                                                              |
| 1974     | Porgi l'altra guancia                                      | Fordítsd oda a másik orcád is! | Menendez embere             | Franco Rossi             | Morcos misszionáriusok címen is megjelent. Stáb listán nem szerepel.         |
| 1975     | Piedone a Hong Kong                                        | Piedone Hongkongban            | Accardo embere              | Steno                    | Terence Hill nélkül. A stáblistán nem szerepel.                              |
| 1975     | Il soldato di ventura                                      | Zsoldoskatona                  | Villeforte lovag            | Pasquale Festa Campanile | Terence Hill nélkül. Stáblistán nem szerepel.                                |
| 1977     | I due superpiedi quasi piatti                              | Bűnvadászok                    | Fred embere                 | Enzo Barboni             |                                                                              |
| 1978     | Lo chiamavano Bulldozer                                    | Akit Buldózernek hívtak        | katona                      | Michele Lupo             |                                                                              |
| 1978     | Pari e dispari                                             | …és megint dühbe jövünk        | Mancino                     | Sergio Corbucci          |                                                                              |
| 1979     | Uno sceriffo extraterrestre - poco extra e molto terrestre | Seriff az égből                | Airman                      | Michele Lupo             | Terence Hill nélkül. A stáblistán nem szerepel.                              |
| 1980     | Piedone d'Egitto                                           | Piedone Egyiptomban            | Salvatore Coppola           | Steno                    | Terence Hill nélkül. Stáblistán nem szerepel.                                |
| 1980     | Chissà perché... capitano tutte a me                       | Seriff és az idegenek          | Favágó                      | Michele Lupo             | Terence Hill nélkül.                                                         |
| 1981     | Chi trova un amico, trova un tesoro                        | Kincs, ami nincs               | Frisco embere               | Sergio Corbucci          | A stáblistán nem szerepel.                                                   |
| 1981     | Occhio alla penna                                          | Aranyeső Yuccában              | Colorado Sim                | Michele Lupo             | Terence Hill nélkül.                                                         |
| 1983     | Nati con la camicia                                        | Nyomás utána!                  | Dr. Spider                  | Enzo Barboni             |                                                                              |
| 1991     | Un piede in paradiso                                       | Fél lábbal a Paradicsomban     | Taxis                       | Enzo Barboni             | Terence Hill nélkül.                                                         |